# Fljótavík
Fljótavík är en vik i republiken Island.   Den ligger i regionen Norðurland vestra, i den norra delen av landet, 250 km nordost om huvudstaden Reykjavík.
Inlandsklimat råder i trakten. Årsmedeltemperaturen i trakten är −2 °C. Den varmaste månaden är juli, då medeltemperaturen är 10 °C, och den kallaste är mars, med −8 °C.